# Пиреш да Фонсека, Роланду Жорже
Рола́нду Жо́рже Пи́реш да Фонсе́ка (порт. Rolando Jorge Pires da Fonseca; род. 31 августа 1985, Сан-Висенти) — португальский футболист, защитник.

## Карьера
Роланду начал карьеру в молодёжном составе клуба «Кампомайоренше», откуда перешёл в «Белененсеш». 28 августа 2004 года он дебютировал в составе команды в матче чемпионата Португалии с клубом «Маритиму», в котором сразу же забил гол, а его команда победила 3:0. В последующих сезонах он стал игроком основы клуба и провёл там ещё 4 года.
15 апреля 2008 года Роланду, в статусе свободного агента, перешёл в клуб «Порту», подписав контракт на 4 года. В первом же сезоне он смог вытеснить из основного состава Педру Эмануэла, став игроком основной команды клуба, выигравшей чемпионат и Кубок Португалии. В 2011 году защитник отпраздновал победу в Лиге Европы.
В 2011 и 2012 годах Роланду заинтересовались итальянские клубы «Рома» и «Милан». Однако в 2013 году Роланду перебрался в «Наполи» на правах аренды, а затем был арендован миланским «Интером».

## Международная карьера
Несмотря на то, что Роланду родился в Кабо-Верде, он, в возрасте 14-ти лет с семьёй переехал в Португалию. В 2006 году он получил португальское гражданство и стал выступать за молодёжную сборную страны. В 2006 и 2007 годах Роланду играл на молодёжных первенствах Европы.
С 2009 года он стал играть за первую сборную Португалии.

## Достижения
«Порту»
- Чемпион Португалии (3): 2008/09, 2010/11, 2011/12
- Обладатель Кубка Португалии (4): 2008/09, 2009/10, 2010/11, 2011/12
- Обладатель Суперкубка Португалии (3): 2009, 2010, 2011
- Победитель Лиги Европы: 2010/11